# Spoorlijn Steinbourg - Schweighouse-sur-Moder
De Spoorlijn Steinbourg - Schweighouse-sur-Moder was een Franse spoorlijn van Steinbourg naar Schweighouse-sur-Moder. De lijn was 33,5 km lang en heeft als lijnnummer 160 000.

## Geschiedenis
De lijn werd aangelegd door de Reichseisenbahnen in Elsaß-Lothringen en in gedeeltes geopend, van Steinbourg naar Bouxwiller op 15 oktober 1877 en van Bouxwiller naar Schweighouse-sur-Moder op 1 november 1881. In 1970 werd het personenvervoer opgeheven, tussen 1970 en 1991 werd ook het goederenvervoer stapsgewijs beëindigd. Het gedeelte tussen Steinbourg en Obermodern is opgebroken, tussen Obermodern en Schweighouse-sur-Moder is de lijn nog aanwezig op een aantal overwegen na.

## Aansluitingen
In de volgende plaatsen is of was er een aansluiting op de volgende spoorlijnen:
Steinbourg
RFN 070 000, spoorlijn tussen Noisy-le-Sec en Strasbourg-Ville
Bouxwiller
RFN 162 000 tussen Bouxwiller en Ingwiller
Obermodern
RFN 161 000, spoorlijn tussen Mommenheim en Sarreguemines
RFN 160 017, raccordement van Obermodern-Ouest
RFN 160 022, raccordement militaire van Obermodern-Est
Schweighouse-sur-Moder
RFN 159 000, spoorlijn tussen Haguenau en Hargarten-Falck
RFN 160 999, raccordement militaire van Schweighouse-sur-Moder

## Galerij

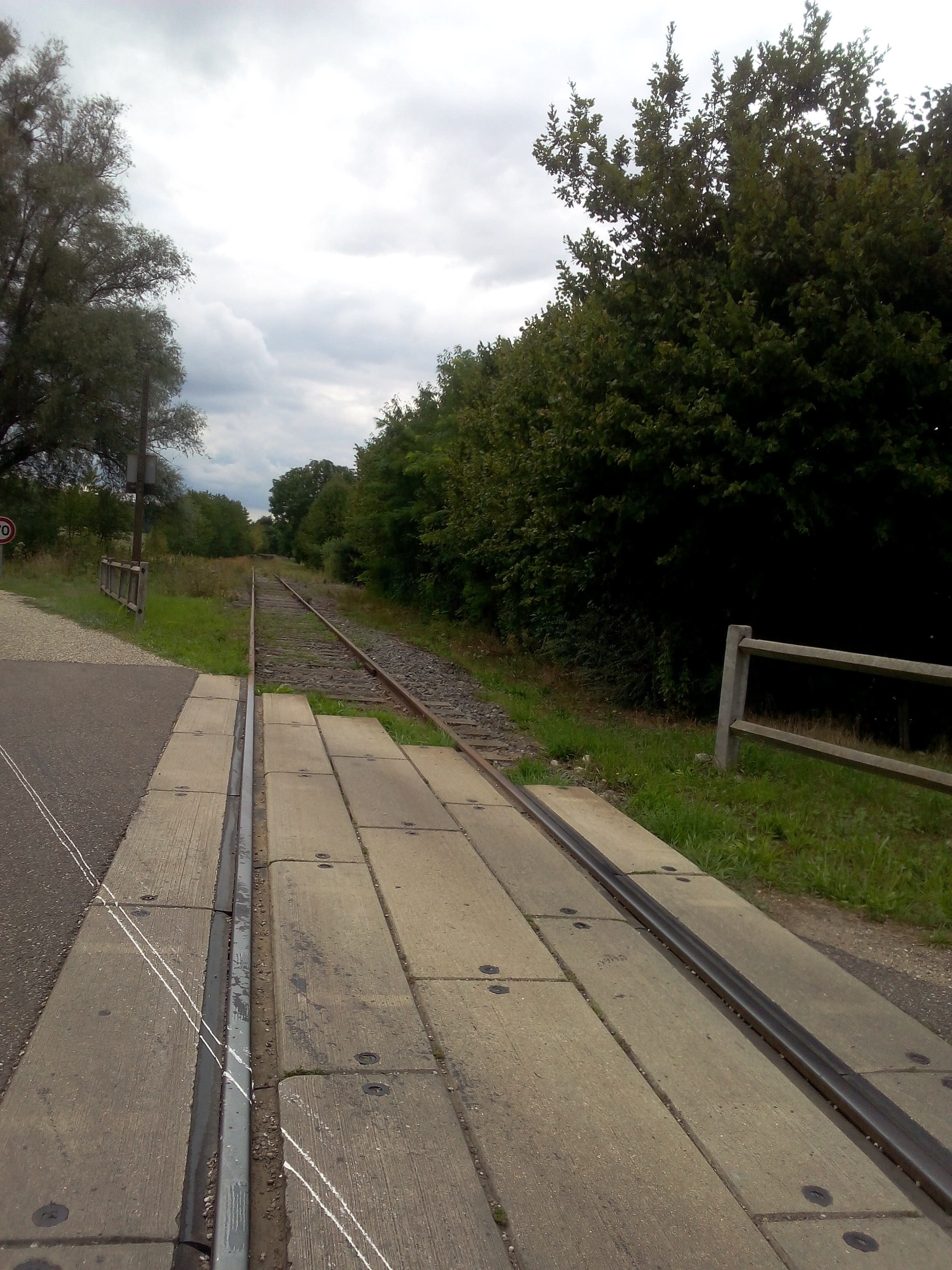
De lijn bij Pfaffenhofen